# Теллурид тетрапалладия
Теллурид тетрапалладия — бинарное неорганическое соединение
палладия и теллура
с формулой Pd4Te,
кристаллы.

## Получение
- Сплавление стехиометрических количеств чистых веществ:

{\displaystyle {\mathsf {4Pd+Te\ {\xrightarrow {770^{o}C}}\ Pd_{4}Te}}}

## Физические свойства
Теллурид тетрапалладия образует кристаллы
кубической сингонии,
пространственная группа F m3m,
параметры ячейки a = 1,2674 нм, Z = 2
.
Соединение содержит 18,2 ат.% теллура, имеет область гомогенности 1 ат.% и ему приписывают формулу Pd17Te4.